# 2018 في إثيوبيا
فيما يلي قائمة بأحداث عام 2018 في  إثيوبيا.

## في السلطة
- الرئيس: مولاتو تيشومي
- رئيس الوزراء: هايلي مريام ديسالين (حتى 15 فبراير، وبالوكالة من 15 فبراير إلى 2 أبريل)، أبي أحمد علي (من 2 أبريل)

## الأحداث

### يناير
- 3 يناير / كانون الثاني - أعلن رئيس الوزراء ديسالين أنه سيسقط التهم عن السجناء السياسيين ويغلق معسكر المكلاوي في محاولة منه «لتوسيع الحيز الديمقراطي للجميع».[1]
- 22 يناير - مقتل سبعة أشخاص في اشتباكات وقعت في مطلع الأسبوع في مدينة ولديا بمنطقة أمهرة بين قوات الأمن والمصلين الأرثوذكس الإثيوبيين الذين شاركوا في مراسم تيمكات.[2]

### يوليو
- 9 يوليو – إريتريا وإثيوبيا تعلنان رسميًا إنهاء نزاعهما الذي دام عشرين عامًا.[3][4]

### أغسطس
- 11-12 أغسطس - ورد أن القوات شبه العسكرية الصومالية هاجمت منطقة شرق هرارج في منطقة أوروميا، مما أسفر عن مقتل ما لا يقل عن 40 شخصًا.[5]